# أندرو والتون
أندرو والتون (28 فبراير 1965 في زيمبابوي - ) (بالإنجليزية: Andrew Walton)‏ هو لاعب كريكت بريطاني. لعب مع Kent Cricket Board ‏.

## وصلات خارجية
- أندرو والتون على موقع إي آس بي آن كريك إنفو (الإنجليزية)